# فلورنتينو بيريز
فلورنتينو بيريز رودريغز (تلفظ بالإسبانية: /floɾenˈtino ˈpeɾeð roˈðɾiɣeθ/؛ مواليد 8 مارس 1947) هو رجل أعمال إسباني، ومهندس مدني، وسياسي سابق، والرئيس الحالي لنادي ريال مدريد، وكذلك رئيس مجلس الإدارة والرئيس التنفيذي لشركة مجموعة آ.ثي.إسه، وهي شركة هندسة مدنية. كما أنه أول رئيس لدوري السوبر الأوروبي.

## مسيرته المبكرة
التحق بيريز بجامعة مدريد التقنية.
انضم بيريز إلى حزب اتحاد الوسط الديمقراطي في عام 1979، وخدم ضمن آخرين في مجلس مدينة مدريد.
في عام 1986، خاض بيريز الانتخابات العامة الإسبانية كمرشح للحزب الإصلاحي الديمقراطي (الحزب الديمقراطي الإصلاحي) وشغل منصب الأمين العام له.
في عام 1993، تم تعيينه نائبًا لرئيس OCP Construcciones. بعد اندماج بعد اندماج OCP مع Gines y Navarro في مجموعة آ.ثي.إسه في عام 1997، أصبح رئيسًا للشركة الجديدة.
اعتبارًا من 2018 يقود مجموعة آ.ثي.إسه، أكبر شركة إنشاءات في إسبانيا، ويبلغ صافي ثروته 2.3 مليار دولار.

## رئاسة ريال مدريد

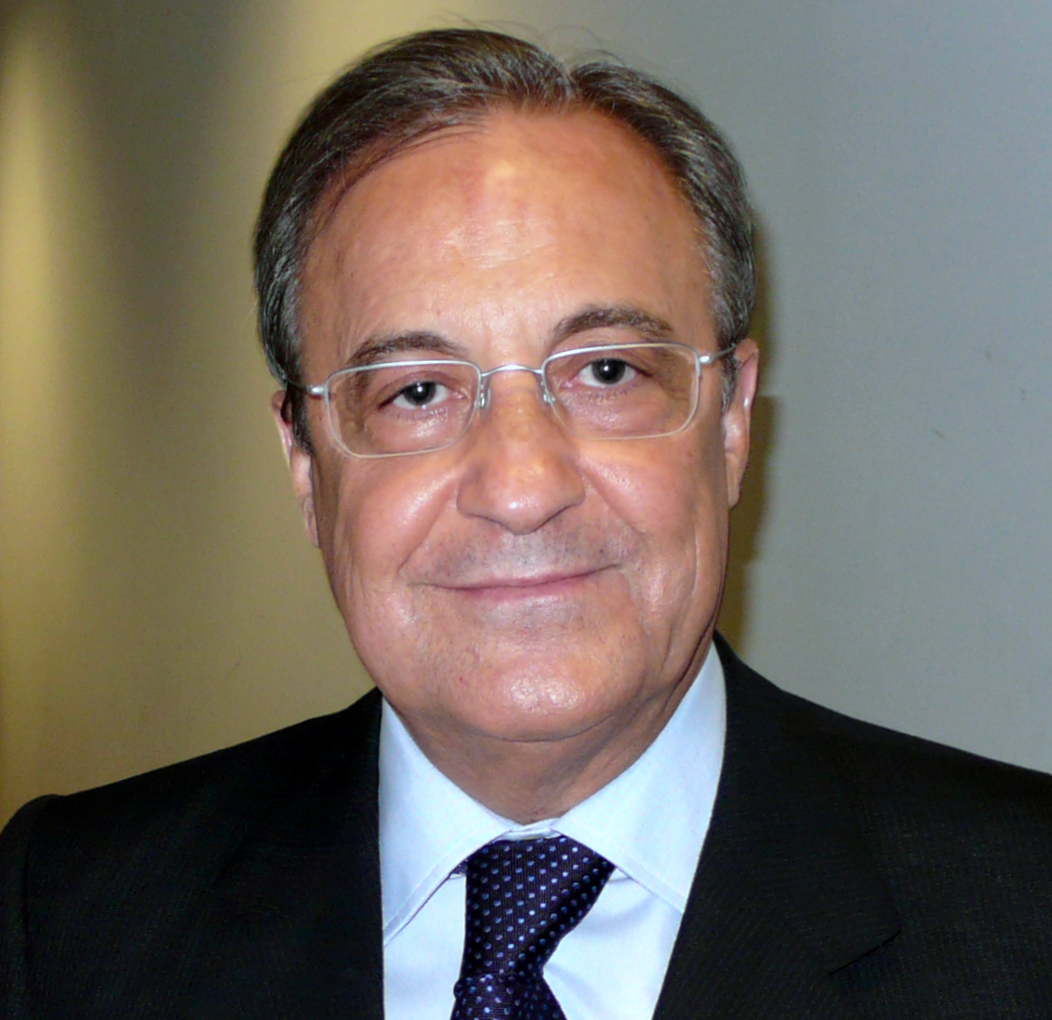
فلورنتينو بيريز رئيس نادي ريال مدريد

### الفترة الأولى
كانت المحاولة الثانية لبيريز أكثر نجاحًا؛ تولى منصب رئاسة ريال مدريد في عام 2000، متغلبًا على رئيس النادي آنذاك، لورينزو سانز. افترض سانز أن نسختي دوري أبطال أوروبا التي فاز بهما مؤخرًا في عامي 1998 و2000 من شأنهما أن يمنحاه الأفضلية الكافية للفوز في الانتخابات، لكن حملة بيريز، التي سلطت الضوء مرة أخرى على المشاكل المالية للنادي وادعاءات سوء الإدارة من قبل المجالس السابقة، أثبتت عكس ذلك. لعب وعد بيريز بإحضار لويس فيغو من غريمه اللدود برشلونة دورًا حاسمًا في الانتخابات. أعيد انتخاب بيريز في عام 2004 بنسبة 94.2% من إجمالي الأصوات.
شهد فيغو أيضًا بداية سياسة بيريز لجلب أحد أفضل لاعبي كرة القدم في العالم إلى ريال مدريد في كل موسم. عُرفت الإستراتيجية في البداية باسم إستراتيجية Zidanes y Pavones – حيث يلعب النجوم البارزون جنبًا إلى جنب مع أكاديميات الشباب، ولكن سرعان ما تمت الإشارة إلى اللاعبين باسم غالاكتيكوس. في عام 2001، تم التعاقد مع زين الدين زيدان من يوفنتوس مقابل رسوم انتقال قياسية بلغت 77.5 مليون يورو. تبعه رونالدو في عام 2002، وديفيد بيكهام في عام 2003، ومايكل أوين في عام 2004، وروبينيو لفترة قصيرة في عام 2005. في البداية، نجحت سياسة بيريز في تحقيق نجاح كبير، حيث أن كل لاعب غالاكتيكو جديد قد بنى الفريق حولهم، وكان للفريق توازن جيد بين الهجوم والدفاع. في سنواته الأولى في منصبه، فاز ريال مدريد ببطولتين دوري وحقق اللقب للنادي التاسع في دوري أبطال أوروبا.
ادعى بيريز النجاح في تصفية ديون النادي؛ ومع ذلك، ناقض ذلك المدير رامون كالديرون.
بعد عدة سنوات من رحيله عن ريال مدريد، صرح فرناندو هييرو أن كلود ماكيليلي كان أهم لاعب خط وسط في النادي وأقل تقديرًا، قائلاً: «خسارة ماكيليلي كانت بداية النهاية للوس غالاكتيكوس... يمكنك أن ترى أنه كان أيضًا لاعب الوسط الذي تسبب ببداية بزوغ فجر جديد لتشيلسي». من موسم 2003–04 فصاعدًا، مع غياب المدير الفني فيسنتي ديل بوسكي وماكيليلي، فشل ريال مدريد في الفوز بأي لقب.
على الرغم من أن سياسة بيريز أدت إلى زيادة النجاح المالي بناءً على استغلال الإمكانات التسويقية العالية للنادي في جميع أنحاء العالم، خاصة في آسيا، إلا أنها تعرضت لانتقادات متزايدة بسبب تركيزها كثيرًا على تسويق علامة ريال مدريد التجارية وليس بشكل كافٍ على كرة القدم. أعلن استقالته في 27 فبراير 2006، معترفًا بأن الفريق والنادي ككل بحاجة إلى اتجاه جديد.

### الفترة الثانية
في 14 مايو 2009، أعلن بيريز ترشيحه لرئاسة ريال مدريد في مؤتمر صحفي في فندق ريتز مدريد. في 1 يونيو 2009، نظرًا لأنه كان المرشح الوحيد القادر على تقديم ضمان بقيمة 57،389،000 يورو اللازمة للترشح للرئاسة، تم الإعلان عن بيريز كرئيس جديد لريال مدريد.
في ولايته الثانية، واصل بيريز سياسة الغالاكتيكوس المتبعة خلال فترة ولايته الأولى. في 8 يونيو 2009، اشترى كاكا من ميلان مقابل أقل بقليل من 60 مليون جنيه إسترليني، بينما في 11 يونيو، قبل مانشستر يونايتد عرضًا بقيمة 80 مليون جنيه إسترليني من أجل انتقال كريستيانو رونالدو، والذي جعله يكسر الرقم القياسي العالمي مرة أخرى. في 25 يونيو، أعلن بيريز وريال مدريد عن التعاقد مع قلب دفاع فالنسيا راؤول ألبيول مقابل 15 مليون يورو. في 1 يوليو، اشترى بيريز كريم بنزيما من أولمبيك ليون مقابل رسوم لا تقل عن 30 مليون جنيه إسترليني، والتي يمكن أن ترتفع إلى 35 مليون جنيه إسترليني، اعتمادًا على نجاح اللاعب.
في 5 أغسطس 2009، أكد ريال مدريد التوقيع مع تشابي ألونسو قادمًا من ليفربول مقابل 30 مليون جنيه إسترليني. أصبح ألونسو ثاني لاعب من ليفربول ينضم إلى ريال مدريد في نفس فترة الانتقالات بعد انتقال الظهير ألفارو أربيلوا بقيمة 5 ملايين جنيه إسترليني إلى سانتياغو برنابيو في يوليو.
في 31 مايو 2010، قدم بيريز جوزيه مورينيو كمدير فني جديد لريال مدريد في صفقة بقيمة 6.8 مليون جنيه إسترليني.
خلال السنوات الثلاث التالية، جلب بيريز الكثير من الوجوه الجديدة للفريق، بما في ذلك الألماني مسعود أوزيل، والأرجنتيني أنخيل دي ماريا، اللذان جذبا انتباه أندية كرة القدم النخبة في أوروبا خلال كأس العالم 2010 في جنوب أفريقيا. تمتع هذا الفريق بنصيبه من النجاح المحلي في عامي 2011 و2012، حيث عاد النادي بلقب كأس ملك إسبانيا ولقب الدوري الإسباني. ومع ذلك، فإن عدم نجاح النادي في المسابقة الأوروبية وموسم 2012–13 المخيب للآمال شجع مورينيو على الرحيل إلى ناديه السابق تشيلسي.
في 2 يونيو 2013، حصل بيريز على فترة رابعة كرئيس لريال مدريد، ليحل كارلو أنشيلوتي محل مورينيو. تم بيع مسعود أوزيل إلى أرسنال وغونزالو هيغواين إلى نابولي في بداية الموسم لتأمين مركز أساسي للوكا مودريتش وكريم بنزيما في الفريق الأول. جلب بيريز أيضًا لاعب كرة القدم الويلزي والفائز بجائزة أفضل لاعب في إنجلترا غاريث بيل، الذي تم شراؤه من توتنهام هوتسبير مقابل مبلغ يُقال إنه في حدود 86 مليون جنيه إسترليني، لكنه كسر الرقم القياسي العالمي للمرة الثالثة. كما حصل بيريز على موهبتين إسبانيتين واعدتين، صانع الألعاب إيسكو ولاعب خط الوسط آسير إياراميندي، قبل بداية الموسم. أثبت الموسم التالي نجاحه الباهر، حيث فاز ريال مدريد بكأس الملك ولقبه العاشر في دوري أبطال أوروبا.
خلال فترة الانتقالات الصيفية 2014، أحضر بيريز نجوم كأس العالم 2014 خاميس رودريغيز، توني كروس، وكيلور نافاس إلى ريال مدريد بتكلفة إجمالية 95 مليون جنيه إسترليني، بالإضافة إلى خافيير هيرنانديز على سبيل الإعارة من مانشستر يونايتد. نتيجة للمنافسة المتزايدة على المراكز الأساسية والنزاعات حول الأجور، غادر أنخيل دي ماريا النادي إلى مانشستر يونايتد مقابل رسوم نقل قياسية في بريطانيا بلغت 60 مليون جنيه إسترليني. تشابي ألونسو غادر أيضًا خلال فترة الانتقالات هذه لينضم إلى بايرن ميونخ. في يناير 2015، أظهر بيريز نجاحه في سوق الانتقالات عندما تعاقد ريال مدريد مع اللاعب النرويجي مارتين أوديغارد البالغ من العمر 16 عامًا في منافسة مع العديد من الأندية الكبرى في أوروبا، بما في ذلك بايرن وبرشلونة وأرسنال.[بحاجة لمصدر]
في وقت لاحق، واصل ريال مدريد، الذي يدربه اللاعب الفرنسي السابق زين الدين زيدان، الفوز بثلاثة ألقاب متتالية في دوري أبطال أوروبا في 2015–16 و2016–17 و2017–18، وهو إنجاز لم يتحقق منذ أن فاز بايرن ميونخ بلقبه الثالث على التوالي في 1975–76. في عام 2019، كشف عن خطط تجديد ملعب سانتياغو برنابيو.
في موسم 2021–22، فاز ريال مدريد بلقبه السادس في الدوري والسادس في دوري أبطال أوروبا تحت قيادة بيريز، مما يعني أنه تمكن من معادلة الرقم القياسي سانتياغو بيرنابيو مع هذا الأخير.
بحكم قربه من مصادر صنع القرار في اسبانيا فهو لا يتوانى عن استخدام هذة العلاقات ومصادر القوة التي يتمتع بها ضد نادي برشلونة، كما انه يعمل على تسخير كل الامكانات المالية والضغط على الانحاد الاسباني والرابطة لصالح بما فيها لجان وطواقم التحكيم لفوز ريال مدريد في كل البطولات على مستوى الدوري الاسباني وابطال أوروبا، اضافة الى قدرته على تعيين المناصب العليا او خلع من يعارضه من يعارضه وارساله الى السجن واقامة الحجة عليه. 

## دوري السوبر الأوروبي
في أبريل 2021، تم تعيين بيريز كأول رئيس لدوري السوبر الأوروبي، وهو دوري انفصالي يضم إثنا عشر فريقًا من أكبر الأندية في أوروبا.

## حياته الشخصية
تزوج بيريز من ماريا دي لوس أنجيليس ساندوفال مونتيرو في عام 1970، وأنجب منها إدواردو وفلورنتينو وماريا أنجليس. توفيت زوجته في 23 مايو 2012 عن عمر يناهز 62 عامًا بسبب نوبة قلبية.
أثناء جائحة فيروس كورونا في إسبانيا، أصيب بفيروس كورونا في 2 فبراير 2021، ولكن لم تظهر عليه أعراض.

## الإنجازات
- الدوري الإسباني:
  - البطل (7): 2000–01، 2002–03، 2011–12، 2016–17، 2019–20، 2021–22، 2023–24
- كأس الملك الإسباني:
  - البطل (3): 2010–11، 2013–14، 2022–23
- كأس السوبر الإسباني:
  - البطل (7): 2001، 2003، 2012، 2017، 2019–20، 2021–22، 2023–24
- دوري أبطال أوروبا:
  - البطل (7): 2001–02، 2013–14، 2015–16، 2016–17، 2017–18، 2021–22، 2023–24
- كأس السوبر الأوروبي:
  - البطل (6): 2002، 2014، 2016، 2017، 2022، 2024
- كأس الإنتركونتيننتال:
  - البطل (1): 2002،2024
- كأس العالم للأندية:
  - البطل (5): 2014، 2016، 2017، 2018، 2022

## الأوسمة
- وسام الصليب الأكبر في الثاني من مايو (2011)

## وصلات خارجية
- فلورنتينو بيريز على موقع IMDb (الإنجليزية)
- فلورنتينو بيريز على موقع مونزينجر (الألمانية)
- فلورنتينو بيريز على موقع قاعدة بيانات الفيلم (الإنجليزية)

| مناصب أخرى         | مناصب أخرى                | مناصب أخرى                                                                        |
| ------------------ | ------------------------- | --------------------------------------------------------------------------------- |
| سبقه لورينزو سانز  | رئيس ريال مدريد 2000–2006 | تبعه فرناندو مارتين ألفاريز (غير رسمي) لويس جوميز مونتيجانو (مؤقت) رامون كالديرون |
| سبقه فيسنتي بولودا | رئيس ريال مدريد 2009–الآن | تبعه لا يزال في المنصب                                                            |